# 岩田村 (愛知県)
岩田村（いわたむら）は、愛知県丹羽郡にかつてあった村。
現在の犬山市の北東部に該当する。

## 歴史
- 1875年（明治8年） - 前原新田と南野新田が合併し、前原村になる。
- 1889年（明治22年）10月1日 - 塔之地村と前原村が合併し発足。
- 1906年（明治39年）10月1日 - 今井村、善師野村と合併し、城東村発足。同日岩田村は廃止。